# جوردن باتشيكو
جوردن باتشيكو (بالإنجليزية: Jordan Pacheco)‏ هو لاعب كرة قاعدة أمريكي، ولد في 30 يناير 1986 في ألباكركي في الولايات المتحدة.

## وصلات خارجية
- جوردن باتشيكو على موقع دوري كرة القاعدة الرئيسي (الإنجليزية)
- جوردن باتشيكو على موقعبيزبول رفرنس.كوم (الدوري الرئيسي) (الإنجليزية)
- جوردن باتشيكو على موقعبيزبول رفرنس.كوم (الدوري الثانوي) (الإنجليزية)
- جوردن باتشيكو على موقع إي إس بي إن.كوم (أم.أل.بي) (الإنجليزية)
- جوردن باتشيكو على موقع مشجعي الرسوم البيانية (الإنجليزية)